# Чень По-лян
Чень По-лян (кит.: 陳柏良; нар. 11 серпня 1988, Гаосюн, Тайвань) — тайваньський футболіст, півзахисник клубу Першої ліги Китаю «Циньдао Юз Айсленд». Капітан національної збірної Китайського Тайбею.

## Клубна кар'єра

### Ранні роки
Чень почав демонструвати своє гольое чуття з юного віку. У 2003 році став найкращим бомбардиром національного чемпіонату з футзалу, в якому відзначився 28=ма голами за Молодшу середню школу Міндзю з Гаосюна. У 2006 році виграв «Золоту бутсу» у футбольній лізі середніх шкіл, коли грав за промислову середню професійну школу «Чунчень». Його талант був помічений професором Національного спортивного коледжу Чао Джунг-джуй, який згодом заохочував його пройти перегляд у таких японських командах, як Університет Чукіо, «Йокогама Ф. Марінос», «Ґіфу» та «Карія».
У серпні 2010 року Футбольна асоціація Тайваню заборонила Ченю брати участь у кваліфікації сезону Міжміської футбольної ліги 2010 року через його перехід до «Тайпавер».

### «Пегасус»
21 січня 2011 року приєднався до гонконгського футбольного клубу «Пегасус». Допоміг команді фінішувати на третьому місці в Першому дивізіоні Гонконгу 2010/11. Загалом за півсезону відзначився 3-ма голами за клуб. У червні 2011 року залишив клуб й повернувся додому, щоб грати за «Тайпавер».

### «Тайпавер»
У футболці «Тайпавера» допоміг клубу виграти Кубок Президента АФК 2011 року. У фіналі відзначився 1-м голом і відзначився 1-ю гольовою передачею. Це був перший в історії азійський титул для будь-якого тайванського футбольного клубу. Чень По Ляна визнанли найціннішим гравцем турніру.

### «Шеньчжень Рубі»
2 грудня 2011 року було оголошено, що Чень приєднається до «Бейцзін Баши» імовірно із місячною зарплатою 25 000 юанів. Однак у лютому 2012 року перейшов до іншого клубу першої ліги Китаю «Шеньчжень Рубі».

### «Шанхай Грінланд»
У грудні 2013 року представник китайської Суперліги «Шанхай Грінланд» оголосив, що вони підписали Чень По-ляна з «Шеньчжень Рубі».

### «Ханчжоу Грінтаун»
11 лютого 2015 року перейшов до іншого представника китайської Суперліги, «Ханчжоу Грінтаун».

### «Чанчунь Ятай»
12 березня 2020 року «Чанчунь Ятай» оголосив про підписання контракту з Ченом.

## Кар'єра в збірній
У серпні 2009 року призначений капітаном національної збірної. Він став наймолодшим капітаном в історії збірної. 25 серпня 2009 року в поєдинку 1/2 фіналу чемпіонату Східної Азії 2010 проти Гуаму відзначився двома голами та допоміг Китайському Тайбею здобути перемогу з рахунком 4:2.
29 червня 2011 року у програному (1:2) матчі першого раунду кваліфікації Чемпіонату світу 2014 року відзначився голом у воротах Малайзії. Повернувшись на Тайбей 3 липня 2011 року для матчу-відповіді, Чень По-Лян реалізував перший пенальті, але не реалізував другий пенальті, китайський Тайбей виграв вдома з рахунком 3:2, але через пропущений м'яч на виїзді поступився з загальним рахунком. Чень був настільки засмучений промахом з пенальті, що нестримно плакав й вибачався перед 15 000 уболівальників, які відвідали гру на муніципальному стадіоні Тайбея.

## Статистика виступів

### Клубна
Станом на 31 грудня 2020.
| Клуб               | Сезон             | Ліга                     | Ліга  | Ліга | Нац. кубок | Нац. кубок | Кубок ліги | Кубок ліги | Конт. кубок | Конт. кубок | Інші  | Інші | Загалом | Загалом |
| Клуб               | Сезон             | Дивізіон                 | Матчі | Голи | Матчі      | Голи       | Матчі      | Голи       | Матчі       | Голи        | Матчі | Голи | Матчі   | Голи    |
| ------------------ | ----------------- | ------------------------ | ----- | ---- | ---------- | ---------- | ---------- | ---------- | ----------- | ----------- | ----- | ---- | ------- | ------- |
| «Пегасус»          | 2010–11           | Перший дивізіон Гонконгу | 7     | 3    | 2          | 0          | 1          | 0          | 6           | 0           | 0     | 0    | 16      | 3       |
| «Тайпавер»         | 2011              | Міжміська футбольна ліга | 8     | 10   | ?          | ?          | —          | —          | 3           | 3           | —     | —    | 11      | 13      |
| «Шеньчжень Рубі»   | 2012              | Перша ліга Китаю         | 25    | 5    | 0          | 0          | —          | —          | —           | —           | —     | —    | 25      | 5       |
| «Шеньчжень Рубі»   | 2013              | Перша ліга Китаю         | 28    | 4    | 2          | 0          | —          | —          | —           | —           | —     | —    | 30      | 4       |
| «Шеньчжень Рубі»   | Загалом           | Загалом                  | 53    | 9    | 2          | 0          | 0          | 0          | 0           | 0           | 0     | 0    | 55      | 9       |
| «Шанхай Шеньхуа»   | 2014              | Китайська Суперліга      | 13    | 0    | 1          | 0          | —          | —          | —           | —           | —     | —    | 14      | 0       |
| «Чжецзян Грінтаун» | 2015              | Китайська Суперліга      | 25    | 1    | 0          | 0          | —          | —          | —           | —           | —     | —    | 25      | 1       |
| «Чжецзян Грінтаун» | 2016              | Китайська Суперліга      | 25    | 1    | 1          | 1          | —          | —          | —           | —           | —     | —    | 26      | 2       |
| «Чжецзян Грінтаун» | 2017              | Перша ліга Китаю         | 26    | 4    | 1          | 0          | —          | —          | —           | —           | —     | —    | 27      | 4       |
| «Чжецзян Грінтаун» | 2018              | Перша ліга Китаю         | 30    | 4    | 0          | 0          | —          | —          | —           | —           | —     | —    | 30      | 4       |
| «Чжецзян Грінтаун» | 2019              | Перша ліга Китаю         | 26    | 1    | 0          | 0          | —          | —          | —           | —           | —     | —    | 26      | 1       |
| «Чжецзян Грінтаун» | Загалом           | Загалом                  | 132   | 11   | 2          | 1          | 0          | 0          | 0           | 0           | 0     | 0    | 134     | 12      |
| «Чанчунь Ятай»     | 2020              | Перша ліга Китаю         | 13    | 2    | 2          | 0          | —          | —          | —           | —           | —     | —    | 15      | 2       |
| Усього за кар'єру  | Усього за кар'єру | Усього за кар'єру        | 226   | 35   | 9          | 1          | 1          | 0          | 9           | 3           | 0     | 0    | 245     | 39      |

1. ↑  Матчі в Гонконг Сеньйор Челендж Шилд

### У збірній

#### Зіграні матчі
| Дата       | Місто      | Господарі         | Результат | Гості             | Турнір            | Голи | Примітки |
| ---------- | ---------- | ----------------- | --------- | ----------------- | ----------------- | ---- | -------- |
| 5-9-2019   | Тайбей     | Китайський Тайбей | 1 – 2     | Йорданія          | Відбір до ЧС 2022 | -    |          |
| 10-9-2019  | Тайбей     | Китайський Тайбей | 0 – 2     | Непал             | Відбір до ЧС 2022 | -    |          |
| 15-10-2019 | Гаосюн     | Китайський Тайбей | 1 – 7     | Австралія         | Відбір до ЧС 2022 | -    | 61'      |
| 14-11-2019 | Ель-Кувейт | Кувейт            | 9 – 0     | Китайський Тайбей | Відбір до ЧС 2022 | -    | 87'      |
| 19-11-2019 | Амман      | Йорданія          | 5 – 0     | Китайський Тайбей | Відбір до ЧС 2022 | -    |          |
| Усього     |            | Матчів            | 80        |                   | Голів             | 25   |          |

#### Голи за збірну
Рахунок та результат збірної Китайського Тайбею подано на першому місці.
| №   | Дата              | Місце                                                     | Суперник      | Рахунок | Результат | Змагання                                               |
| --- | ----------------- | --------------------------------------------------------- | ------------- | ------- | --------- | ------------------------------------------------------ |
| 1.  | 17 червня 2007    | Ештадіу Каму Деспортіву, Тайпа, Макао                     | Гуам          | 6–0     | 10–0      | кваліфікація чемпіонату Східної Азії 2008              |
| 2.  | 17 червня 2007    | Ештадіу Каму Деспортіву, Тайпа, Макао                     | Гуам          | 7–0     | 10–0      | кваліфікація чемпіонату Східної Азії 2008              |
| 3.  | 24 червня 2007    | Ештадіу Каму Деспортіву, Тайпа, Макао                     | Макао         | 4–1     | 7–2       | кваліфікація чемпіонату Східної Азії 2008              |
| 4.  | 4 квітня 2008     | Футбольний стадіон Чжуншаня, Тайбей, Тайвань              | Гуам          | 3–1     | 4–1       | кваліфікація кубку виклику АФК 2008                    |
| 5.  | 27 травня 2008    | Джавахарлал Неру, Ченнаї, Індія                           | Індія         | 1–0     | 2–2       | Товариський матч                                       |
| 6.  | 8 квітня 2009     | Суатхадаса, Коломбо, Шрі-Ланка                            | Бруней        | 1–0     | 5–0       | кваліфікація кубку виклику АФК 2010                    |
| 7.  | 8 квітня 2009     | Суатхадаса, Коломбо, Шрі-Ланка                            | Бруней        | 2–0     | 5–0       | кваліфікація кубку виклику АФК 2010                    |
| 8.  | 8 квітня 2009     | Суатхадаса, Коломбо, Шрі-Ланка                            | Бруней        | 4–0     | 5–0       | кваліфікація кубку виклику АФК 2010                    |
| 9.  | 25 серпня 2009    | Національний стадіон, Гаосюн, Тайвань                     | Гуам          | 1–2     | 4–2       | чемпіонат Східної Азії 2010                            |
| 10. | 25 серпня 2009    | Національний стадіон, Гаосюн, Тайвань                     | Гуам          | 3–2     | 4–2       | чемпіонат Східної Азії 2010                            |
| 11. | 9 жовтня 2010     | Національний стадіон, Гаосюн, Тайвань                     | Макао         | 6–0     | 7–1       | Кубок Лонг Тенг 2010                                   |
| 12. | 10 лютого 2011    | Національний стадіон, Гаосюн, Тайвань                     | Лаос          | 3–0     | 5–2       | кваліфікація кубку виклику АФК 2012                    |
| 13. | 16 лютого 2011    | Новий національний стадіон Лаоса, В'єнтьян, Лаос          | Лаос          | 1–0     | 1–1       | кваліфікація кубку виклику АФК 2012                    |
| 14. | 29 червня 2011    | Національний стадіон Букіт-Джаліл, Куала-Лумпур, Малайзія | Малайзія      | 1–2     | 1–2       | кваліфікація чемпіонату світу 2014                     |
| 15. | 3 липня 2011      | Муніципальний стадіон Тайбею, Тайбей, Тайвань             | Малайзія      | 2–2     | 3–2       | кваліфікація чемпіонату світу 2014                     |
| 16. | 30 вересня 2011   | Національний стадіон, Гаосюн, Тайвань                     | Макао         | 2–0     | 3–0       | Кубок Лонг Тенг 2011                                   |
| 17. | 2 червня 2016     | Національний стадіон, Гаосюн, Тайвань                     | Камбоджа      | 2–1     | 2–2       | кваліфікація кубку Азії 2019                           |
| 18. | 9 листопада 2016  | Монг Кок, Монг Кок, Гонконг                               | Гонконг       | 1–2     | 2–4       | перший раунд кваліфікації чемпіонату Східної Азії 2017 |
| 19. | 26 березня 2017   | Муніципальний стадіон, Тайбей, Тайвань                    | Туркменістан  | 1–2     | 1–3       | кваліфікація кубку Азії 2019                           |
| 20. | 5 жовтня 2017     | Муніципальний стадіон, Тайбей, Тайвань                    | Монголія      | 2–1     | 4–2       | Товариський матч                                       |
| 21. | 5 жовтня 2017     | Муніципальний стадіон, Тайбей, Тайвань                    | Монголія      | 3–1     | 4–2       | Товариський матч                                       |
| 22. | 10 жовтня 2017    | Муніципальний стадіон, Тайбей, Тайвань                    | Бахрейн       | 1–1     | 2–1       | кваліфікація кубку Азії 2019                           |
| 23. | 14 листопада 2017 | Спорт топлуми, Балканабат, Туркменістан                   | Туркменістан  | 1–2     | 1–2       | кваліфікація кубку Азії 2019                           |
| 24. | 4 грудня 2017     | Муніципальний стадіон, Тайбей, Тайвань                    | Східний Тимор | 3–1     | 3–1       | Міжнародний турнір КТФА 2017                           |
| 25. | 27 березня 2018   | Муніципальний стадіон, Тайбей, Тайвань                    | Сінгапур      | 1–0     | 1–0       | кваліфікація кубку Азії 2019                           |

## Досягнення

### Клубні
«Тайпавер»
- Міжміська футбольна ліга
  -  Чемпіон (1): 2011

- Кубок президента АФК
  -  Володар (1): 2011

«Чанчунь Ятай»
- Перша ліга Китаю
  -  Чемпіон (1): 2020[18]

### Індивідуальні
- Золота бутса Середньошкільної футбольної ліги 2006
- Золота бутса та Золотий м'яч Міжміської футбольної ліги 2008
- Золота бутса Міжміської футбольної ліги 2010[19]
- Найцінніший гравець кубку президента АФК 2011